# Куку, Гарифа Нургалиевна
Гарифа Нургалиевна Куку (также известна по фамилиям Мухамедсадыкова и Байжанова; род. 30 ноября 1959) — советская и казахстанская легкоатлетка, специалистка по бегу на длинные дистанции, кроссу и марафону. Выступала на крупных соревнованиях в 1987—2002 годах, двукратная чемпионка Центральноазиатских игр, многократная победительница первенств национального значения и международных стартов на шоссе, действующая рекордсменка Казахстана в беге на 30 км и полумарафоне, участница летних Олимпийских игр в Сиднее. Представляла Караганду. Мастер спорта международного класса Республики Казахстан. Тренер по лёгкой атлетике, преподаватель физической культуры.

## Биография
Гарифа Байжанова родилась 30 ноября 1959 года. Занималась лёгкой атлетикой в Караганде.
Первого серьёзного успеха на всесоюзном уровне добилась в сезоне 1987 года, когда на чемпионате СССР по бегу на 30 км по шоссе в Москве, прошедшем в рамках XXXVII пробега на призы газеты «Труд», превзошла всех соперниц и установила ныне действующий рекорд Казахстана в данной дисциплине — 1:46:08. Также в этом сезоне с результатом 2:39:54 заняла 14-е место на марафоне в Белой Церкви.
В 1988 году показала 26-й результат на чемпионате СССР по марафону в Таллине.
В 1989 году финишировала шестой на марафоне в Ужгороде и десятой на чемпионате СССР по марафону в Белой Церкви.
В 1990 году бежала 5000 метров на Мемориале братьев Знаменских в Москве и 10 000 метров на чемпионате СССР в Киеве, финишировала третьей и четвёртой на марафонах в Хельсинки и Лиссабоне соответственно.
В 1991 году заняла 21-е место на чемпионате СССР по марафону в Белой Церкви, была четвёртой на марафоне в Лиссабоне.
Начиная с 1992 года выступала под фамилией Куку, вышла замуж за заслуженного тренера Казахстана Константина Степановича Куку. Принимала участие в основном в коммерческих шоссейных стартах в Европе и России, выступая при этом за Казахстан. Так, в этом сезоне одержала победу на Белградском и Хельсинском марафонах.
В 1993 году в составе казахстанской сборной стартовала на чемпионате мира по кроссу в Аморебьета-Эчано, заняла среди женщин 84-е место.
В 1994 году показала 86-й результат на кроссовом чемпионате мира в Будапеште, была четвёртой на Сибирском международном марафоне в Омске, 23-й на чемпионате мира по полумарафону в Осло, третьей на марафоне в Тюмени.
В 1995 году заняла 50-е место на чемпионате мира по кроссу в Дареме, финишировала восьмой на Гамбургском марафоне.
В 1996 году стала пятой на Сибирском международном марафоне.
В 1997 году с личным рекордом 2:39:20 финишировала четвёртой на Сибирском международном марафоне, закрыла десятку сильнейших Стамбульского марафона.
В 1998 году победила на Мемориале Косанова в Алма-Ате, установив личный рекорд в беге на 5000 метров — 16:40.38.
В 1999 году в дисциплине 5000 метров одержала победу на чемпионате Казахстана в Алма-Ате. Была лучшей на дистанциях 5000 и 10 000 метров на Центральноазиатских играх в Бишкеке.
В 2000 году была четвёртой на Гонконгском и девятой на Гамбургском марафонах, с ныне действующим национальным рекордом страны 1:11:44 победила на чемпионате Казахстана по полумарафону в Алма-Ате. Благодаря череде удачных выступлений удостоилась права защищать честь страны на летних Олимпийских играх в Сиднее — здесь в программе марафона сошла с дистанции.
После сиднейской Олимпиады Куку ещё в течение некоторого времени оставалась действующей спортсменкой и продолжала принимать участие в различных легкоатлетических стартах. Так, в 2001 году она стала девятой на Гонконгском марафоне, выиграла чемпионат Казахстана в беге на 10 000 метров.
В 2002 году завоевала золото в дисциплине 10 000 метров на чемпионате Казахстана в Алма-Ате, установив свой личный рекорд — 36:03.73.
За выдающиеся спортивные достижения удостоена почётного звания «Мастер спорта международного класса Республики Казахстан».
Впоследствии работала тренером в Специализированной детско-юношеской школе олимпийского резерва по лёгкой атлетике города Караганды, преподавала физическую культуру в Колледже иностранных языков в Караганде.